# كاي (مغني كوري جنوبي)
كاي (هانغل: 카이) هو مغني كوري جنوبي، ولد في 5 ديسمبر 1981 في سول في كوريا الجنوبية.

## وصلات خارجية
- الموقع الرسمي